# Kamerunska rukometna reprezentacija
Kamerunska rukometna reprezentacija predstavlja državu Kamerun u športu rukometu.
Krovna organizacija:

## Nastupi naAP
- prvaci:
- doprvaci: 1974.
- treći: 1976.